# Leonas Radus-Zenkavicius
Leonas Radus-Zenkavicius, litovski general, * 1874, † 1946.